# Црква Светог кнеза Лазара Косовског у Владичином Хану
Црква Светог кнеза Лазара Косовског и свих српских мученика и новомученика у Владичином Хану, насељеном месту на територији општине Владичин Хан, православни је саборни храм који припада Епархији врањској Српске православне цркве.
Изградња цркве посвећене Светом кнезу Лазару започета је 1997. године, благословом Епископа врањског Пахомија, а даривањем земљишта и давањем дозволе за градњу од стране Општине Владичин Хан, када су положени камен темељац и повеља.
Услед НАТО агресије на Србију, 1999. године, изградња цркве је прекинута. Влада Републике Србије је одобрила средства за наставак радова за изградњу цркве. Крстове на главној куполи приложили су 2008. године Славко Стојилковић из Ваљева и Драган Новковић из села Полом код Владичиног Хана, а исте године Србољуб Стојковић из Владичиног Хана приложио је звоно. Освећење крстова и звона обавио је Епископ врањски Пахомије.
Иконостас у цркви пренет је из манастира Преподобног Прохора Пчињског.
Средствима општине Владичин Хан, у току 2015. и 2016. године извршено је партерно уређење цркве, као и уређење паркинга и прилаза цркви, после чега је следило живописање унутрашњости храма.